# Ernst Kundt

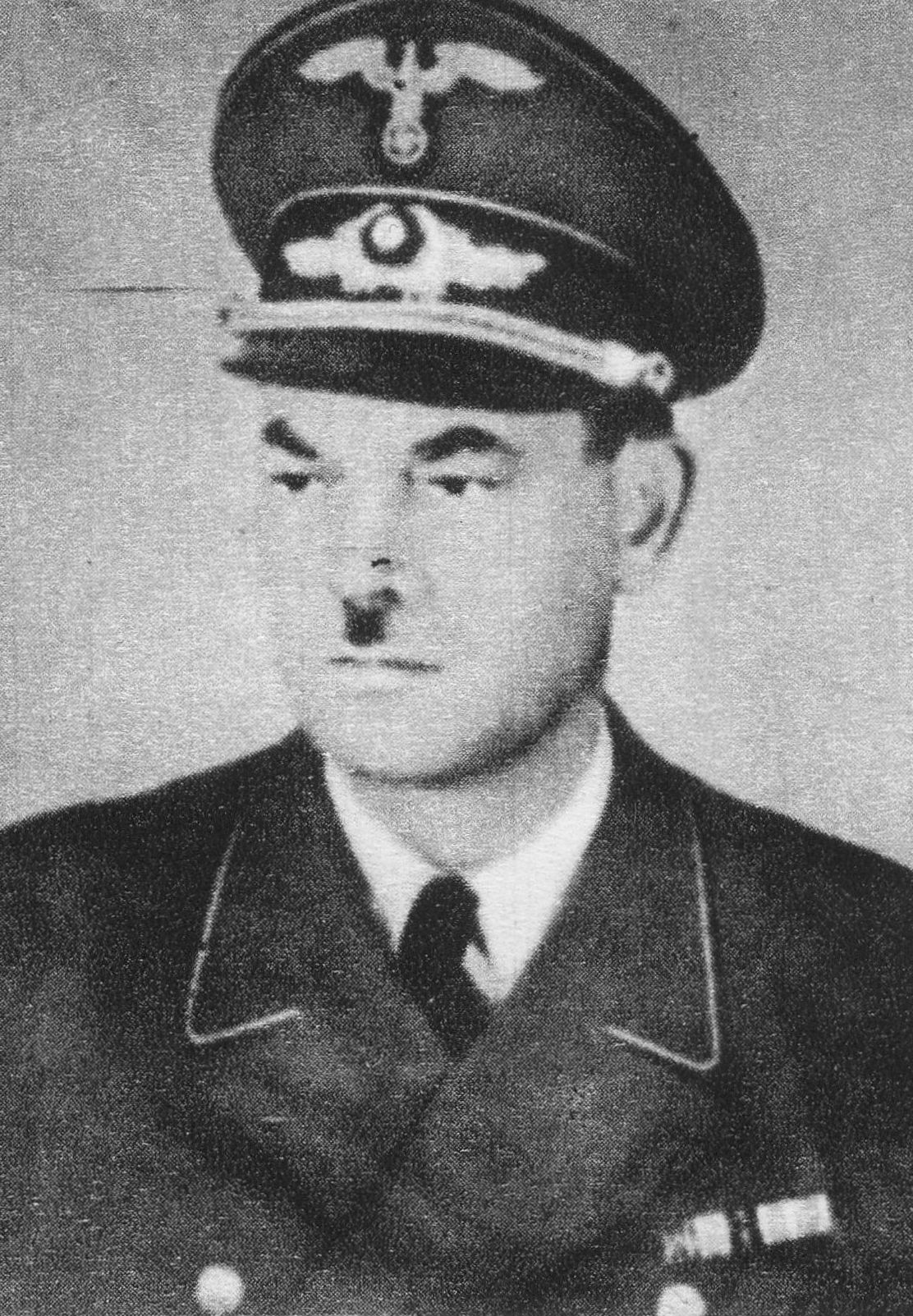
Ernst Kundt

Ernst Kundt (15 de abril de 1897 – Praga, 15 de febrero de 1947). Fue un político alemán y nacionalsocialista.
El 3 de abril de 1927 fue nombrado jefe de „Deutschpolitischen Arbeitsamtes“ (Departamento de trabajo político alemán) y jefe de „Arbeits- und Vertretungszentrale des Deutschtums in der Tschechoslowakei (Jefe de la central trabajadora de la identidad
alemana en Checoslovaquia).
El 1938 fue diputado y portavoz del partido de los alemanes sudetes de Konrad Henlein en Checoslovaquia. Todo ello cuando aún existía esta nación. 
Del 27 de septiembre de 1943 hasta el 18 de noviembre de 1943 fue gobernador de Cracovia, un distrito del gobierno general instaurado por los nazis en Polonia.
Después de la guerra, fue arrestado y condenado a muerte en la horca por el tribunal de primera instancia checoslovaco de Praga. La sentencia fue ejecutada el 15 de febrero de 1947.